# Terence Stansbury
Terence Rudolph Stansbury (* 27. Februar 1961 in Wilmington (Delaware)) ist ein ehemaliger US-amerikanisch-französischer Basketballspieler und -trainer.

## Werdegang

### Spieler
An der Temple University in seinem Heimatland spielte Stansbury zwischen 1980 und 1984. In 115 Spielen erzielte er im Durchschnitt 15,7 Punkte je Begegnung. Seinen besten Wert in dieser Zeit erreichte er 1982/83 mit einem Punktedurchschnitt von 24,6 je Begegnung. 1984 nahm Stansbury an der Ausscheidung für die US-Olympiamannschaft teil, traf dort unter anderem auf Michael Jordan und Chris Mullin.
Die Dallas Mavericks sicherten sich 1984 im Draftverfahren der NBA die Rechte an Stansbury, gaben ihn aber noch vor dem Beginn des Spieljahres 1984/85 an die Indiana Pacers ab. Er spielte bis 1987 in der NBA, bestritt 192 Einsätze, 148 für Indiana und 44 für die Seattle SuperSonics. Stansbury wurde für seine sehenswerten Dunkings bekannt.
Nachdem ihn im Spieljahr 1986/87 Verletzungen zurückgeworfen hatten, wechselte Stansbury in die Niederlande zu Nashua Den Bosch. Für die Mannschaft erreichte er 1987/88 einen Durchschnitt von 21 Punkten je Begegnung. Er lief 1988 anschließend noch in zwölf Spielen für die Wyoming Wildcatters in der US-Liga CBA auf.
Bei der französischen Mannschaft Levallois Sporting Club stand er länger unter Vertrag als bei jedem anderen Verein. Von 1989 bis 1995 blieb er in Levallois. Stansbury nahm die französische Staatsbürgerschaft an. 1992 stieg er mit Levallois in die erste französische Liga auf. In der Saison 1992/93 führte Stansbury die Korbjägerliste der Liga mit einem Wert von 26,3 Punkten je Begegnung an.
In der Saison 1995/96 war Stansbury vereinslos, spielte dann in Israel und erzielte während des Spieljahres 1996/97 für Bnei Herzlia 19,5 Punkte je Begegnung. Mit Bnei Herzlia trat er ebenfalls im europäischen Vereinswettbewerb Korać-Cup an. Für die Florida Sharks in der US-Liga USBL stand er 1997 in einem Spiel auf dem Feld.
Mit der griechischen Spitzenmannschaft AEK Athen trat Stansbury 1997/98 in der Euroleague an, blieb bei der Mannschaft aber ein Ergänzungsspieler. Er kehrte nach Frankreich zurück und spielte für Le Mans Sarthe Basket in der Ligue Nationale de Basket und im Korać-Cup.
Zu Beginn des Spieljahres 1999/2000 stand er bei SIG Straßburg unter Vertrag, im Februar 2000 wechselte Stansbury nach Houthalen (Belgien). In dem Land spielte er ebenfalls in der Saison 2000/01, ehe er seine Spielerlaufbahn bei BSW Weert in den Niederlanden abschloss.

### Trainer
Als Trainer war Stansbury zunächst in Finnland tätig, betreute 2003/04 BC Jyväskylä und 2004/05 Äänekoski Huima. Mit beiden Mannschaften stieg Stansbury aus der finnischen Korisliiga ab.
In Luxemburg war er 2005/06 beim Basketball Racing Club, 2006/07 bei Black Star Mersch und 2007/08 bei AS Soleuvre als Trainer beschäftigt.
Das Spieljahr 2008/09 begann Stansbury als Trainer der Rotterdam Challengers in den Niederlanden, im Februar 2009 trennte man sich. Als Assistenztrainer gehörte er im Spieljahr 2009/10 zum Stab der niederländischen Mannschaft BSW Weert. 2010 wurde Stansbury bei dem Verein zum Cheftrainer befördert.
Im Frühling 2013 wurde Stansbury als neuer Trainer des finnischen Erstligisten Lapua Korikobri vorgestellt. Ende Oktober 2013 wurde er entlassen, nachdem die Mannschaft unter seiner Leitung bis zu diesem Zeitpunkt noch kein Saisonspiel gewonnen hatte.
Im November 2013 trat Stansbury das Traineramt beim BBC Résidence Walferdange in Luxemburg an. Es kam noch vor dem Ende der Saison 2013/14 wieder zur Trennung.

## Familie
Seine Tochter Tiffany wurde ebenfalls Berufsbasketballspielerin.